# Heinz Eichelbaum
Heinz Eichelbaum (* 13. September 1940 in Oberhausen) ist ein ehemaliger deutscher Ringer.

## Werdegang
Heinz Eichelbaum wuchs in Oberhausen auf und begann dort auch mit dem Ringen. Er entwickelte sich bereits als Jugendlicher zu einem der besten deutschen Nachwuchsringer und wurde 1958 in Heiligenwald deutscher Jugendmeister im freien Stil in der Klasse über 79 kg Körpergewicht. Bereits ein Jahr später überraschte er auch bei den Senioren und wurde 1959 erstmals deutscher Meister im freien Stil im Halbschwergewicht vor dem erfahrenen Johann Sterr aus München-Neuaubing. 1960 nahm er im Halbschwergewicht an den Ausscheidungskämpfen für die gesamtdeutsche Mannschaft zu den Olympischen Spielen in Rom teil. Dabei unterlag er jedoch Herbert Albrecht aus der DDR, der auch Fritz Dirscherl, den zweiten westdeutschen Ringer in der Halbschwergewichts-Klasse, besiegte. In den 1960er Jahren platzierte sich Eichelbaum bei den deutschen Meisterschaften sowohl im freien Stil als auch im griechisch-römischen Stil immer auf den vorderen Plätzen. Er konnte sich aber zunächst nicht für internationale Meisterschaften qualifizieren, da er Mitte der 1960er Jahre in das Schwergewicht hineingewachsen war und in dieser Gewichtsklasse in Wilfried Dietrich und Roland Bock starke Konkurrenten hatte. Nach dem Rücktritt von Wilfried Dietrich nach den Olympischen Spielen 1972 in München kam auch für ihn die Gelegenheit, sich, obwohl er schon über 30 Jahre alt war, auf der internationalen Ringermatte zu bewähren.
So gewann er bei der Europameisterschaft 1974 in Madrid und bei der Weltmeisterschaft 1975 in Minsk im freien Stil im Schwergewicht jeweils die Bronzemedaille, nachdem er bei der Weltmeisterschaft 1974 in Istanbul im freien Stil bereits einen fünften Platz belegt hatte. 1976 nahm Eichelbaum an den Olympischen Sommerspielen in Montreal teil und erreichte einen 11. Platz.
Bei 23 deutschen Meisterschaften erreichte er eine Platzierung unter den ersten drei Siegern und gewann vier deutsche Meistertitel.
Im Laufe seiner langen Karriere rang er für folgende Vereine: KSV Styrum 1911, KSV Oberhausen, KSV Duisdorf, ASV Heros Dortmund und den KSV Witten.

## Internationale Erfolge
(OS = Olympische Spiele, WM = Weltmeisterschaften, EM = Europameisterschaften, F = freier Stil, GR = griech.-röm. Stil, Hs = Halbschwergewicht, S = Schwergewicht, SS = Superschwergewicht, damals bis 87 kg, bzw. über 87 kg bzw. über 100 kg Körpergewicht)
- 1967, 2. Platz, „Klippan“-Turnier in Klippan/Schweden, GR, S, hinter Ragnar Svensson, Schweden und vor Roman Bierła, Polen und Stig Svensson, Schweden;
- 1972, 9. Platz, EM in Kattowitz, GR, S, nach Niederlagen gegen Leif Norström, Schweden und Nicolae Martinescu, Rumänien;
- 1974, 3. Platz, EM in Madrid, F, SS, mit Sieg über Sergio Carlesi, Italien, einem Unentschieden gegen Bojan Boew, Bulgarien und Niederlagen gegen Ladislau Șimon, Rumänien und Soslan Andijew, UdSSR;
- 1974 5. Platz, WM in Istanbul, F, SS, mit Sieg über Lasong Snoracks, Kuba einem Unentschieden gegen Peter Germer, DDR und Niederlagen gegen Bojew und Șimon;
- 1975, 3. Platz, WM in Minsk, F, SS, mit Siegen über Yorihido Isogai, Japan und Michael McCready, USA und einer Niederlage gegen Roland Gehrke, DDR;
- 1976, 11. Platz, OS in Montreal, F, Ss, nach Niederlagen gegen Nikola Dinew, Bulgarien und Roland Gehrke

In den Jahren 1998 und 1999 wurde Heinz Eichelbaum auch noch Seniorenweltmeister (Altersklasse 55–60 Jahre).

## Deutsche Meisterschaften
- 1959, 3. Platz, GR, Hs, hinter Horst Heß, Dortmund und Erich Wörner, Langendiebach,
- 1959, 1. Platz, F, Hs, vor Johann Sterr, Neuaubing und Erich Wörner,
- 1960, 3. Platz, F, Hs, hinter Ernst Ganßert, Frankfurt am Main und Fritz Dirscherl, Kelheim,
- 1962, 2. Platz, GR, Hs, hinter Manfred Spohr, Hannover und vor Heinz Kiehl, Oggersheim,
- 1962, 2. Platz, F, Hs, hinter Josef Hucker, Unterelchingen und vor Alfons Jakoby, Ludwigshafen,
- 1964, 2. Platz, GR, S, hinter Wilfried Dietrich, Schifferstadt und vor Karl-Heinz Gerdsmeier, Aschaffenburg,
- 1965, 2. Platz, GR, S, hinter Wilfried Dietrich und vor Josef Gammel, Neuaubing,
- 1965, 3. Platz, F, S, hinter Wilfried Dietrich und Roland Bock, Stuttgart-Feuerbach,
- 1966, 3. Platz, GR, S, hinter Wilfried Dietrich und Roland Bock,
- 1967, 3. Platz, GR, S, hinter Wilfried Dietrich und Horst Schwarz, Untertürkheim,
- 1967, 3. Platz, F, S, hinter Wilfried Dietrich und Gerd Volz, Köllerbach,
- 1968, 1. Platz, GR, S, vor Horst Schwarz und Roland Bock,
- 1968, 3. Platz, F, S, hinter Roland Bock und Josef Gammel,
- 1969, 2. Platz, F, S, hinter Roland Bock und vor Gerd Volz,
- 1970, 3. Platz, GR, S, hinter Heinz Kiehl, Schifferstadt und Alfons Hecher, Hallbergmoos,
- 1970, 2. Platz, F, SS, hinter Wilfried Dietrich und vor Emil Neunkirchen Rheydt,
- 1971, 3. Platz, GR, S, hinter Lorenz Hecher, Hallbergmoos und Alfons Hecher,
- 1972, 1. Platz, GR, S, vor Georg Vorbuchner, Anger und Heinz Schäfer, Erkenschwick,
- 1973, 2. Platz, F, SS, hinter Wilfried Dietrich und vor Gerd Volz,
- 1974, 2. Platz, F, SS, hinter Alfons Hecher und vor Gerd Volz,
- 1975, 1. Platz, F, SS, vor Alfons Hecher und Helmut Löw, Nürnberg,
- 1976, 2. Platz, F, SS, hinter Georg Vorbuchner und vor Wolfram Gentzen,
- 1977, 2. Platz, F, SS, hinter Richard Wolff, Reichenhall und vor Eckhard Knodel, Wiesental